# مدرسة الخير والشر
مدرسة الخير والشر (بالإنجليزية: The School for Good and Evil)‏ هو فيلم فنتازيا من إخراج بول فيغ مبني على رواية تحمل نفس الاسم للكاتب سومان شيناني. الفيلم من بطولة صوفيا آن كاروسو، صوفيا وايلي، لورنس فيشبورن وميشيل يوه. من المقرر عرض الفيلم على منصة نتفليكس في سبتمبر 2022.

## روابط خارجية
- مدرسة الخير والشر على موقع IMDb (الإنجليزية)
- مدرسة الخير والشر على موقع ميتاكريتيك (الإنجليزية)
- مدرسة الخير والشر على موقع روتن توميتوز (الإنجليزية)
- مدرسة الخير والشر على موقع نتفليكس (الإنجليزية)
- مدرسة الخير والشر على موقع ألو سيني (الفرنسية)
- مدرسة الخير والشر على موقع أول موفي (الإنجليزية)
- مدرسة الخير والشر على موقع فيلمافينيتي (الإسبانية)
- مدرسة الخير والشر على موقع قاعدة بيانات الفيلم (الإنجليزية)
- مدرسة الخير والشر على موقع ليتربوكسد (الإنجليزية)
- مدرسة الخير والشر على موقع كينوبويسك (الروسية)

لم يتم العثور على روابط لمواقع التواصل الاجتماعي.